# أبو عبد الرحمن بن طاهر
أبو عبد الرحمن محمد بن طاهر (المتوفي عام 508 هـ/1114م) حاكم مدينة مرسية في الأندلس خلال منتصف القرن الخامس الهجري (الحادي عشر الميلادي)، خلفًا لأبيه أبو بكر بن طاهر حاكم مرسية من قبل عبد العزيز بن عبد الرحمن المنصور. تولّى ابن طاهر حكم مرسية بين عامي 455 هـ-471 هـ، حتى سقطت دولته على يد أبي بكر بن عمار وزير المعتمد بن عباد حاكم إشبيلية.
عُرف أبو عبد الرحمن بن طاهر بكونه واحد من أشهر كتاب الأندلس في عصره، واشتهر بالعلم والأدب والشعر والنثر، وقد توفي في بلنسية في 24 جمادى الآخرة 508 هـ، وقد شارف عمره على الثمانين، ثم سير به ودفن في مرسية.

## وصوله إلى الحكم
ينتمي أبو عبد الرحمن محمد بن أحمد بن إسحاق بن زيد بن طاهر القيسي إلى بني طاهر القيسيين أحد أغني بيوت كورة تدمير والمشهورين بعلمهم ومنزلتهم في الأندلس. حكم أبو عبد الرحمن مرسية خلفًا لأبيه أبي بكر بن طاهر الذي كان زهير الصقلبي صاحب ألمرية قد جعله نائبًا له على مرسية، ثم كنائب لعبد العزيز بن أبي عامر صاحب بلنسية الذي كان قد ورث ملك زهير في ألمرية. تمتع والده أبو بكر بنفوذ واسع واستقلالية في إمارته، وازداد ثرائه حتى قيل أنه امتلك نصف أراضي مرسية. شارك أبو عبد الرحمن أبيه في الحكم في سنوات أبيه الأخيرة بعد أن أصيب بالفالج، وحتى وفاته في شهر رمضان عام 455 هـ (1063م)، فخلفه محمد بالحكم.
كان عبد العزيز قد توفّي، وخلفه ابنه عبد الملك المظفر الذي أقر أبي عبد الرحمن نائباً عنه على مرسية خلفًا لأبيه. إلا إنَّ حكمه تحت تبعية بلنسية لم يدم إلا بضعة أعوام، حيث هزم فرناندو الأول قوات بلنسية في معركة بطرنة عام 457 هـ (1065م)، فاستغل أبو عبد الرحمن الفرصة واستقلَّ بمرسية، وامتدَّ حكمه إلى المدن التابعة لها مثل أريولة ومولة وإلش وكتندة. واستمرَّ ابن طاهر بحكم مرسية لنحو 15 سنة، ساد فيها الهدوء والرخاء.

## هجوم المعتمد وسقوط دولته
قلَّل ابن طاهر من الاعتناء بجيش مرسية، ممَّا جذب إلى مدينته أنظار أبي بكر بن عمار وزير المعتمد بن عباد حاكم إشبيلية، فأقنع هذا المعتمد بأن يحشد له جيشاً كبيراً للاستيلاء على مرسية، وقام بزيارة المدينة والاتفاق مع بعض وجهائها ورشوتهم أحياناً للثورة على ابن طاهر، وكذلك تحالف مع كونت برشلونة رامون برنجير لمساعدته بجيشه، وفي أثناء وقوف ابن عمار بمرسية لم يكن ابن طاهر يعرف شيئاً عن خططه، فأضافه عنده وأكرمه. لكن عند بدء الزحف على مرسية وقع خلافٌ بين جيشي المعتمد ورامون، وتوقَّف هجومهما قبل الاستيلاء على مرسية، واستمرَّ ابن طاهر بحكمها، وانتهت الحملة على ذلك. إلا إنَّ ابن عمَّار لم يرض بنتيجة الحملة، فعاد لإقناع المعتمد بضرورة إعادة الكرَّة، ونجح بالحصول منه على جيش. خرج جيش ابن عمار من إشبيلية، واستولى في طريقه على مولة التي كانت تعتمد مرسية عليها كمصدر للتموين، ولم يطل الأمر حتى وقعت مرسية بدورها في المجاعة تحت وطأة الحصار، ففتحت أبوابها من الداخل بالخيانة، وأخذت البيعة فيها للمعتمد بن عبَّاد.
وقع ابن طاهر في الأسر بعد سقوط مرسية، ونوى ابن عمار بالبداية إحسان معاملته، إلا إنَّ ابن طاهر كان غاضباً بسبب ما حلَّ به، لذا عندما أُرسِلَ إليه رسولٌ مع بعض النفائس ليختار منها (كنوعٍ من التقرُّب منه) رفض بعنفٍ قائلاً: «قل لسيّدك أنني لا أقبل منه سوى جبَّةً وقلنسوة»، وعندما سمع ابن عمار بهذا الردّ ثار غضباً في البداية، ثم هدأ فقال: «إني أدرك مغزى كلامه، فقد كنت أرتدي الجبة الصوف الخشنة والقلنسوة لمَّا وقفتُ بين يديه أنشده شعراً وأنا فقير خامل الذكر» (يعني أنه ارتدى تلك الجبة والقلنسوة عندما كان يتقرَّب إلى ابن طاهر بمدحه بالشعر، وذلك عندما كان لا يزال شاعراً مغموراً بينما كان ابن طاهر حاكماً قوياً). إلا إنَّ ابن عمار قرر بعد هذه الحادثة التوقف عن التقرب إلى ابن طاهر، فنقله إلى قلعة في مُنْت قوط.

## فراره من الأسر
كانت هناك علاقة صداقةٍ تربط بين ابن طاهر وأبو بكر بن عبد العزيز حاكم بلنسية آنذاك، ممَّا أغضب هذا عندما سمع بإساءة معاملة ابن طاهر في سجون مرسية. أرسل ابن عبد العزيز إلى المعتمد طالباً منه الإفراج عن ابن طاهر، فوافق المعتمد وطلب ذلك من ابن عمار، إلا إنَّ ابن عمار كابر وأصرَّ على استمرار الاعتقال. وبحسب إحدى الروايات، فقد نجحت شفاعة المعتمد وأفرج عن ابن طاهر، فرحل إلى بلنسية ولجأ إلى ابن عبد العزيز. بينما تقول روايات أخرى أنه فرَّ هارباً من السجن بمساعدة ابن عبد العزيز، وتسلَّل خارجاً إلى بلنسية. وما إن وصل ابن طاهر إلى جزيرة شقر (وهي حدود أرض ابن عبد العزيز) حتى كتب إليه رسالة قال فيها: «كتابي إليك وقد طفل بنا العشي ومال بنا إليكَ المطي، ولها من ذكراك حادٌّ ومن لقياك هادٌّ، وسنوافيك المساءَ فنغفر للزمان ما قد أساء، ونرد ساحة الأمن ونشكر عظيم ذلك المن، فهذه النفس أنت مقيلها وفي برد ظلّكَ يكون مقيلها، فللّه مجدك وما تأتيه لا زلتَ للوفاء تحيّيه، ودانت لك الدنيا ودانت لك العليا إن شاء الله تعالى».
عندما وصلت هذه الرسالة إلى ابن عبد العزيز خرج على الفور إلى ابن طاهر ليستقبله مع حاشيته، ثم دعاه إلى الإقامة في أحد قصوره، وسخي عليه بالكرم والضيافة، بل وأصبح يشركه في شئون الدولة. وعند ذلك كتب ابن طاهر إلى ابن عبد العزيز يشكره ويثني على كرمه: «من ذا يضاهيك، وإلى النجم مراميك، فشأوك لا يُدرَك، وشعبك لا يُسلَك، أقسم لأعقدنَّ على علاك من الثناء إكليلاً، يذر اللحظ من سناه كليلاً، ولأطوفنَّه شرق البلاد وغربها، ولأحملنَّه عُجْمَ الرجال وعُرْبِها، وكيف لا وقد نصرتني نصراً مؤزراً، وصرفت عني الضيم عقيراً معفراً، وألبستني البأو برداً مسهماً، وأوليتني فضلاً متمماً». إلا إنَّ ابن عمار قد انزعج انزعاجاً كبيراً من هروب ابن طاهر، فكتب قصيدة يدعو فيها أهل بلنسية إلى أن يثوروا على ابن عبد العزيز الذي ساعد ابن طاهر على الهرب، وجاء فيها:
استقرَّ ابن طاهر لفترةٍ من الزمن في مدينة بلنسية، وظلَّ مقيماً فيها حتى بعد وفاة ابن عبد العزيز وبعد أن ورث عنه الحكم ابنه أبو عمرو عثمان، وحتى بعد أن استولى عليها من بني عامر القادر بالله بن ذي النون، وقام هذا الأخير بتكريم ابن طاهر ورفع منزلته. لذلك، فإنَّ ابن طاهر عارض ثورة القاضي ابن جَحَّاف في بلنسية التي قضت على حكم القادر بن ذي النون، ولام ابن جحاف في قتل القادر، فقال في ذلك:
ودفع ذلك ابن جحاف إلى اتهام ابن طاهر بالتواطئ مع مملكة قشتالة، والتآمر ضدَّه مع القشتاليين. إلا إنَّ ابن طاهر بالواقع لم يتحمَّل البقاء في بلنسية بعد سقوطها في يد قشتالة عام 487 هـ (1094م)، وغادرها مع باقي وجهاء المدينة وأعيانها، وكذلك قيل أنه قبض عليه مع بعض الوجهاء ثم أطلق سراحه لاحقاً. انتقل ابن طاهر بعد سقوط بلنسية إلى شاطبة، واستقرَّ فيها حتى جاء المرابطون وأعادوا الاستيلاء على بلنسية، فعاد إليها من جديد.

## وفاته
كان أبو عبد الرحمن بن طاهر قد تقدَّم في السنّ عند عودته إلى بلنسية، وأصيب بالمرض والإرهاق، وعاش فيها في عزلة، حتى توفّي أخيراً في عام 507 هـ، الموافق 1013م عن عمر نحو تسعين عاماً، وقيل في يوم الأربعاء الرابع من جمادى الآخرة عام 508 هـ، عن عمر نحو ثمانين عاماً. وقد وصف ابن بسام المرحلة المتأخرة من حياة ابن طاهر: «ومُدَّ لأبي عبد الرحمن بن طاهر في البقاء، حتى تجاوز مصارع الرؤساء، وشهد محنة المسلمين ببلنسية على يد الطاغية الكنبيطور قصمه الله، وجعل بذلك الثغر في قبضته سنة ثمانية وثمانين». بعد وفاته والصلاة عليه في بلنسي بقبة المسجد الجامع عقب صلاة العصر، أخذ جثمانه إلى مدينته مرسية، حيث دفن هناك.

## العلم والأدب
كان أبو عبد الرحمن بن طاهر واسع المعرفة بالعلم والأدب والشعر، حتى شبَّهَ البعض أسلوبه بأسلوب الصاحب بن عباد، واتسم باستعمال الفكاهة والمزاح في أدبه، وجمع له ابن بسام مجموعة مشهورة من مراسلاته مع ملك بلنسية ابن عبد العزيز في كتابٍ أسماه «سلك الجواهر من نوادر وترسيل ابن طاهر» وقد وصفه ابن الخطيب بقوله: «وكان صدر زمانه، والمثل السائر في بلاغته وبيانه، وأجودُ رسائله ما اشتمل على الهزل لميل طبعه إليه». وقد باتت مرسية في عهده مركزاً للعلم والأدب، وأصبح الشعراء يقصدونها لنظم القصائد ومدح ابن طاهر، وكان ممَّن زاره من الشعراء أبو بكر بن عمار أيام كان مغموراً وغير معروف.
أحدث خروج ابن طاهر من السجن وقعاً طيباً في مجتمع العلم والأدب بالأندلس، وابتهج به وجهاء عصره المعروفين، وأخذ الشعراء يزورونه ليسألونه عن محنته ويرجون له أن يستعيد ملكهه وجاهه، وممَّا قيل في هروبه قصيدة أبي جفر البتي عنه يصف فيها هروبه ويواسيه على ما ناله:
كما مدحه عددٌ من الشعراء المعروفين، ومنهم علي الحصري القيرواني، ومن ما مدح به ابن طاهر أثناء إقامته عنده بمرسية قصيدة يا ليل الصب متى  غده: «يا ليل الصبّ متى غده، أقيام الساعة موعده ولنا إليها عودة».